# 황해남도
황해남도(黃海南道)는 조선민주주의인민공화국 서남부에 있는 도이다. 1954년 10월 30일 황해도를 동서로 양분해 황해에 접하는 서부지역이 황해남도가 되었다. 황해남도청 소재지는 해주시이다. 인민위원장은 김영철, 당위원회 위원장은 리철만이다.

## 개요
조선민주주의인민공화국 남서부에 위치하며, 북쪽으로는 남포특별시, 동쪽으로는 황해북도, 서쪽으로는 서해, 남쪽으로는 서해를 경계로 대한민국의 인천광역시 옹진군·강화군과 접한다. 해주시는 황해남도의 교통, 산업, 사회, 문화의 중심지이며, 조선시대에 임꺽정이 활동했던 구월산(954m)이 있다. 과일군은 과일을 생산해내기로 유명한 곳이다. 이곳에서 생산하는 사과는 매우 유명하여 러시아를 비롯한 여러 나라에 수출한다.
한편, 신천군에 위치한 신천박물관은 한국전쟁 때 학살당한 이들을 추모하기 위해 1999년에 건립되었다. 황해남도는 평지가 대부분을 차지하기 때문에 산지가 적은 곳이다. 기후는 황해에 접해 있는 까닭에 조선민주주의인민공화국에서 강원도와 더불어 가장 온화한 지역이다.

## 교통
철도는 황해선과 황해청년선이 지나가고 있다.해주시를 중심으로 여러 도로들이 뻗어있다.

## 행정 구역

### 시
- 해주시(海州市)[273,300명]

### 군
- 강령군(康翎郡)[106,827명]
- 과일군(果－郡)[89,895명]
- 룡연군(龍淵郡)[90,102명]
- 벽성군(碧城郡)[90,753명]
- 봉천군(峯泉郡)[79,740명]
- 배천군(白川郡)[159,825명]
- 삼천군(三泉郡)[79,740명]
- 송화군(松禾郡)[42,919명]
- 신천군(信川郡)[141,407명]
- 신원군(新院郡)[83,161명]
- 장연군(長淵郡)[91,422명]
- 재령군(載寧郡)[125,631명]
- 청단군(靑丹郡)[142,607명]
- 태탄군(苔灘郡)[64,258명]
- 안악군(安岳郡)[125,924명]
- 연안군(延安郡)[158,845명]
- 은율군(殷栗郡)[107,997명]
- 은천군(銀川郡)[95,597명]
- 옹진군(甕津郡)[152,878명]

1945년 9월 2일 분단으로 38선 이북인 교정면과 가천면을 제외한 옹진군 지역과 서해 5도 등이 대한민국의 인천광역시 옹진군이 되었다. 한국전쟁의 정전협정에 따라 서해 5도를 제외한 옹진군 전 지역을 조선민주주의인민공화국이 관할하게 되었다.
- 각 지역의 인구는 2008년 북한의 인구조사를 출처로 한다.

## 관광지
- 석담구곡(石潭九)：해주시 북서부에 위치해 있다.
- 몽금포코끼리바위(夢金浦-)：룡연군 몽금포에 위치한 코끼리 바위이다.
- 월정사(月精寺)
- 구월산(九月山)
- 장수산(長壽山)
- 달천온천(達泉溫泉)：삼천군에 위치한 온천이다.
- 신천박물관
- 몽금포
- 장산곶
- ((류릉))고려개국공신

류해의 릉 왕건이 삼국통일에
기여한 공(차로 군량미 지원)을 기려 '차위지달
삼국통일' 의미로 차달이라는
이름을 하시하고,대승의 작위를
내렸다.  문화류씨의 시조
대승공이다.

## 같이 보기
- 조선민주주의인민공화국의 지리